# 沢田美喜
沢田 美喜（さわだ みき、1901年〈明治34年〉9月19日 - 1980年〈昭和55年〉5月12日）は、日本の社会事業家。本名︰澤田 美喜（読みは同じ）。

## 概要

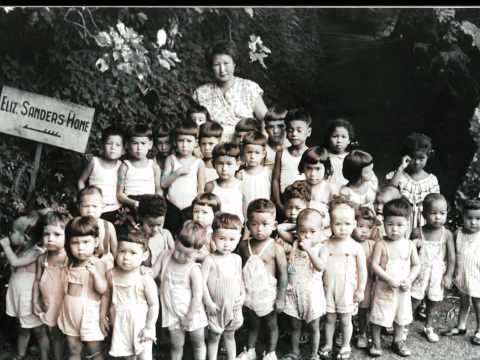
澤田美喜とエリザベス・サンダースホームの子供たち（1950年代）

三菱財閥の創業者・岩崎弥太郎の孫娘として生まれ、外交官の沢田廉三と結婚。4人の子に恵まれる。第二次世界大戦敗戦後、主として在日米軍将兵を相手にした日本人街娼などが出産した混血児（GIベビー）たちの中で、両親に捨てられた東京周辺にいるGIベビー孤児約2000人を、神奈川県中郡大磯町に建設した児童養護施設・エリザベス・サンダースホームに収容して保護・育成した。

## 略歴
- 1901年9月19日：三菱財閥の3代目総帥・男爵岩崎久弥の長女として東京府東京市本郷区（現在の東京都文京区）に生まれる[1][2]。岩崎家の宗教は真言宗だった[6]。母・寧子は子爵保科正益（飯野藩第10代目藩主）の長女。伯爵加藤高明（元内閣総理大臣）は義理の伯父（妻が久弥の姉）[4][7]、元京都府知事の木内重四郎（元京都府知事・貴族院議員)と男爵幣原喜重郎（元内閣総理大臣）は義理の叔父（ともに妻が久弥の妹）であった[4][7]。
- 1903年1月20日：妹・澄子（伯爵甘露寺受長の弟・方房に嫁ぐ）誕生[2]。
- 1907年：東京女子高等師範学校附属幼稚園（現在のお茶の水女子大学附属幼稚園）に入園[2]。
- 1908年7月8日：妹・綾子（福澤諭吉の孫・堅次に嫁ぐ）誕生[2]。
- 1916年：東京女子高等師範学校附属高等女学校（現在のお茶の水女子大学附属中学校・お茶の水女子大学附属高等学校）を中退し[2][8]、津田梅子らの家庭教師について学習[9]。
- 1922年7月：クリスチャンの外交官・沢田廉三と結婚してキリスト教に改宗[2]。
- 1923年：夫・廉三のアルゼンチン・ブエノスアイレスへの転任に伴い同行[2]。長男・信一誕生[2]。4月8日、祖母・喜勢死去[2]。
- 1924年：廉三の中国・北京への転任に伴い同行[2]。次男・久雄（声楽家・安田祥子の夫[4]）誕生[2]。
- 1925年：三男・晃（洗礼名ステパノ、聖ステパノ学園及び聖ステパノ農場の名はここに由来）誕生[2]。
- 1927年：日本に帰国[10]。
- 1928年：長女・恵美子誕生[10]。
- 1931年：夫・廉三の英国・ロンドンへの転任に伴い同行[10]、孤児院ドクター・バーナードス・ホーム訪問。院長の『捨てられた子を引っ張りだこになるような人間に変えるのは、素晴らしい魔法だ』という言葉に感銘を受ける。
- 1933年：夫・廉三のフランス・パリへの転任に伴い同行[10]。ジョゼフィン・ベーカーと出会い友人となり、ジョセフィンは後に美喜の良き理解者として活動を支援していく。またこのころマリー・ローランサンの弟子となる。このころのパリ社交界でコティやノーベルらと親交を持つ。
- 1935年：夫・廉三の米国・ニューヨークへの転任に伴い同行[10]。パール・S・バックと出会い友人となる。
- 1936年：米国より帰国[10]。
- 1937年9月12日：妹・澄子死去[10]。敬虔なクリスチャンとなった美喜の影響もあり、死に際して洗礼を受ける。
- 1939年：日系2世留学生を受け入れる外務省施設「敝之館（へいしかん）」「瑞穂館」の設立に伴い、瑞穂館の応援団長となる。入館者の相談によく乗り、また野球チームのマネージャーになるなど、母親のように慕われた[11]。
- 1942年：夫の沢田廉三が日本聖公会系列の財団法人滝乃川学園の第4代理事長に就任（1946年辞任）。
- 1944年3月10日：母・寧子死去[10]。
- 1945年：三男・晃がインドシナ沖で戦死[10]。海軍志願兵だった。終戦後、旧岩崎邸の本館がGHQ/SCAP参謀部G2（情報部）に接収され、和館での生活を余儀なくされる。1947年にはG2所属の日系2世職員家族が同居し、美喜は誕生した子供の育児指導をしている[12]。
- 1947年2月：列車内で死亡した混血児の母親と間違われ、混血児救済を決心。
- 1948年2月：孤児院エリザベス・サンダース・ホームを設立する[10]。進駐軍と日本政府から迫害をうけ、経営は窮乏を極めた。
- 1949年：ホームの寄付金を募るためにアメリカで講演会を行う。このころニューヨークで澤田家はグレース・ケリーと親交をもち、美喜および長女恵美子と親しい友人になる。グレースは、モナコ公妃となったあとも美喜の活動の良き理解者として支援する。
- 1950年：ホームに基金を作るため、再びアメリカで講演会を行う。
- 1953年：学校法人聖ステパノ学園を創立[10]。ホームの小学校と中学校である。
- 1955年: 昭和天皇・皇后訪園。12月2日：父・久弥死去[13]。
- 1962年：ブラジルのアマゾン川流域の開拓を始め、聖ステパノ農場を設立。孤児院の卒園生が数多く移住。
- 1967年：4月2日に三兄・恒弥が、9月8日に長兄・彦弥太が相次いで死去。
- 1970年12月8日：夫・廉三死去[14]。
- 1980年5月12日：スペインのマヨルカ島にて心臓発作のため78歳で急死。

## 澤田美喜記念館
沢田美喜は隠れキリシタン資料の収集家でもあった。日本各地から貴重なキリシタン資料874点を収集し、神奈川県中郡大磯町の聖ステパノ学園に保管した。澤田美喜記念館では、このうちの約3分の1の資料を展示している。

## 主な著作

### 著書
- 『混血児の母、エリザベス・サンダース・ホーム』（毎日新聞社、1953年）
- 『歴史のおとし子 エリザベス・サンダース・ホーム10年のあゆみ』（読売新聞社、1958年）、写真影山光洋ほか
- 『黒い肌と白い心』（日本経済新聞社、1963年）
  - 新版『黒い肌と白い心 サンダース・ホームへの道』[19]（創樹社、1991年／日本図書センター<人間の記録>、2001年）、ISBN 482055963X
- 『黒い十字架のアガサ』（毎日新聞社、1967年）
- 『母と子の絆 エリザベス・サンダース・ホームの三十年』（PHP研究所、1980年）

### 伝記
- 小坂井澄 『これはあなたの母 沢田美喜と混血孤児たち』（集英社、1982年／集英社文庫、1988年）
- 青木冨貴子 『GHQと戦った女 沢田美喜』（新潮社、2015年／新潮文庫、2018年）
- 小手鞠るい『名もなき花たちと』（原書房、2019年）、児童向け
- 『The LEAST of THESE』（John Weatherchill、Elizabeth Anne Hemphill）

## テレビ番組出演
- ここに鐘は鳴る-NHKホール-「沢田美喜」（1958年3月23日、NHK総合） - ゲスト[20]
- 第9回NHK紅白歌合戦（1958年12月31日、NHK） - 審査員

## 登場するテレビ番組・テレビドラマ
- 子供たちは七つの海を越えた～サンダースホームの1600人（1978年7月12日、日本テレビ系）
- 母たることは地獄のごとく 炎の女 澤田美喜（1981年7月8日、日本テレビ系、監督：せんぼんよしこ、脚本：早坂暁） - 澤田美喜 役：京マチ子[21]
- DRAMA COMPLEX 二千人の孤児の母 澤田美喜物語（2006年8月15日、日本テレビ系） - 澤田美喜 役：松坂慶子[22]
- テレビ東京開局45周年記念6夜連続特番第4弾 トンネルの向こうはぼくらの楽園だった（2009年3月11日・2009年12月28日（再放送）、テレビ東京系 / 2010年1月3日、BSジャパン）[23] - 自らもハーフである土屋アンナが、初老を迎えたエリザベス・サンダースホームの卒園生たちを訪ね歩き、彼らの今を見つめた[23]。

## 受賞・栄誉
- エリザベス・ブラックウェル賞（1960年）
- 朝日社会奉仕賞（1962年）
- 国際孤児団世界の婦人賞（1965年）
- フランス国家功労勲章グランクロワ章
- 内閣総理大臣顕彰（1966年7月1日）
- 勲二等瑞宝章（1972年4月29日）
- 菊池寛賞、アデライデ・リストーリ賞（1978年）
- 正四位（1980年5月12日）